# بازآرایی چان
بازآرایی چان(به انگلیسی: Chan rearrangement) یک واکنش شیمیایی از نوع بازآرایی در شیمی آلی است که طی آن آسیل‌اوکسیاستات (۱) در حضور یک باز قوی به یک ۲-هیدروکسی-۳-کتو-استر (۲) تبدیل می‌شود.